# Алимов, Александр Сергеевич (дипломат)
Алекса́ндр Серге́евич Али́мов (род. 25 октября 1970) — российский дипломат. Чрезвычайный и полномочный посол (2025).

## Биография
Окончил Институт стран Азии и Африки Московского государственного университета им. М. В. Ломоносова в 1993 году. Владеет английским, французским и кхмерским языками. На дипломатической работе с 1993 года.
- В 2007—2008 годах — начальник отдела в Департаменте международных организаций МИД России.
- В 2008—2012 годах — старший советник Постоянного представительства России при ООН в Нью-Йорке.
- В 2012—2017 годах — заместитель директора Департамента международных организаций МИД России.
- С ноября 2017 по сентябрь 2022 года — заместитель постоянного представителя России при Отделении ООН и других международных организациях в Женеве.
- С 5 октября 2022 года — директор Департамента по многостороннему гуманитарному сотрудничеству и культурным связям МИД Российской Федерации[1].

## Дипломатический ранг
- Чрезвычайный и полномочный посланник 2 класса (29 мая 2015)[2].
- Чрезвычайный и полномочный посланник 1 класса (11 июня 2021)[3].
- Чрезвычайный и полномочный посол (11 июня 2025)[4].

## Награды
- Медаль ордена «За заслуги перед Отечеством» II степени (8 ноября 2023) — за большой вклад в реализацию внешнеполитического курса Российской Федерации и многолетнюю добросовестную дипломатическую службу[5].